# 毛皮鳟鱼
毛皮鳟鱼（英語：Fur-bearing trout）是一种宣称生存于北美与冰岛的虚构生物，最早可追溯至17世纪的美国。

## 记载
1929年，美国《蒙大拿野生动物杂志》曾刊文报道毛皮鳟鱼。
1900年，冰岛一本出版物记载了毛皮鳟鱼。